# Mario Rondón
Mario Junior Rondón Fernández, né le 26 mars 1986 à Caracas au Venezuela, était un footballeur international vénézuélien, qui évoluait au poste d'attaquant.

## Biographie

### Carrière en club
Natif de Caracas, Rondón arrive au Portugal à l'âge de 18 ans, terminant sa formation à l'AD Pontassolense. Avec ce club, il joue quatre saisons en troisième division portugaise.
Après avoir marqué 11 buts lors de la saison 2008-2009, il rejoint le FC Paços de Ferreira durant l'été 2009, club de première division. Rarement utilisé avec sa nouvelle équipe, il termine la saison en prêt au SC Beira-Mar, en deuxième division portugaise.
Il retourne au Paços pour la saison 2010-11. Lors du premier match de la saison, contre le Sporting Lisbonne le 14 août, il marque le seul but de la rencontre avec à la clé une victoire à domicile. Il termine meilleur buteur du club, avec neuf buts en championnat, en ajoutant quatre buts en coupe de la Ligue, où son équipe atteint la finale contre le Benfica Lisbonne (défaite 2-1).
Le 14 juillet 2011, il rejoint le CD Nacional pour un contrat de cinq ans, pour un montant non dévoilé. Il réalise sa meilleure performance avec le Nacional en inscrivant 12 buts en 30 matchs lors de la saison 2013-14.
Au cours de son passage au Portugal, Mario Rondón dispute 9 matchs en Ligue Europa, pour un but inscrit.
Le 28 février 2015, il rejoint la Chinese Super League en s'engageant avec le Shijiazhuang Ever Bright. Il marque son premier but avec son nouveau club le 9 mars, lors d'une défaite 1 à 2 contre le Guangzhou Evergrande. Il quitte le club à l'issue de la saison.
En janvier 2018, après plus d'un an d'inactivité, il signe avec le Gaz Metan Mediaș, en première division roumaine.

### Carrière internationale
Mario Rondón compte 13 sélections et 3 buts avec l'équipe du Venezuela depuis 2011.
Il est convoqué pour la première fois en équipe du Venezuela par le sélectionneur national César Farías, pour un match amical contre la Jamaïque le 19 novembre 2008. Il entre à la 78e minute de la rencontre, à la place d'Alejandro Moreno (victoire 2-0).
Par la suite, le 5 septembre 2014, il inscrit son premier but en sélection contre la Corée du Sud, lors d'un match amical (défaite 3-1).

## Statistiques

### En club
| Saison                | Club                     | Championnat           | Championnat | Championnat | Coupe nationale | Coupe nationale | Coupe de la Ligue | Coupe de la Ligue | Compétition(s) continentale(s) | Compétition(s) continentale(s) | Compétition(s) continentale(s) | Venezuela | Venezuela | Total | Total |
| Saison                | Club                     | Division              | M.          | B.          | M.              | B.              | M.                | B.                | Comp.                          | M.                             | B.                             | M.        | B.        | M.    | B.    |
| 2005-2006             | AD Pontassolense         | II Divisão            | 17          | 2           | 1               | 0               | -                 | -                 | -                              | -                              | -                              | -         | -         | 18    | 2     |
| 2006-2007             | AD Pontassolense         | II Divisão            | 25          | 6           | 4               | 1               | -                 | -                 | -                              | -                              | -                              | -         | -         | 29    | 7     |
| 2007-2008             | AD Pontassolense         | II Divisão            | 29          | 2           | 1               | 0               | -                 | -                 | -                              | -                              | -                              | -         | -         | 30    | 2     |
| 2008-2009             | AD Pontassolense         | II Divisão            | 30          | 11          | 1               | 1               | -                 | -                 | -                              | -                              | -                              | -         | -         | 31    | 12    |
| 2009-2010             | FC Paços de Ferreira     | Primeira Liga         | 4           | 0           | 1               | 0               | 1                 | 0                 | C3                             | 3                              | 0                              | -         | -         | 9     | 0     |
| 2009-2010             | SC Beira-Mar (prêt)      | Segunda Liga          | 11          | 1           | 1               | 0               | -                 | -                 | -                              | -                              | -                              | -         | -         | 12    | 1     |
| 2010-2011             | FC Paços de Ferreira     | Primeira Liga         | 27          | 9           | 1               | 0               | 6                 | 4                 | -                              | -                              | -                              | 2         | 0         | 36    | 13    |
| 2011-2012             | CD Nacional              | Primeira Liga         | 29          | 10          | 6               | 1               | 1                 | 0                 | C3                             | 4                              | 1                              | 1         | 0         | 41    | 12    |
| 2012-2013             | CD Nacional              | Primeira Liga         | 28          | 4           | 2               | 1               | 2                 | 0                 | -                              | -                              | -                              | 1         | 0         | 33    | 5     |
| 2013-2014             | CD Nacional              | Primeira Liga         | 30          | 12          | 1               | 0               | 2                 | 0                 | -                              | -                              | -                              | -         | -         | 33    | 12    |
| 2014-2015             | CD Nacional              | Primeira Liga         | 21          | 5           | 4               | 3               | 3                 | 0                 | C3                             | 2                              | 0                              | 4         | 2         | 34    | 10    |
| 2015                  | Shijiazhuang Ever Bright | Super League          | 30          | 6           | -               | -               | -                 | -                 | -                              | -                              | -                              | 5         | 1         | 35    | 7     |
| Total sur la carrière | Total sur la carrière    | Total sur la carrière | 281         | 68          | 23              | 7               | 15                | 4                 | -                              | 9                              | 1                              | 13        | 3         | 341   | 83    |

### Buts en sélection
Le tableau suivant liste tous les buts inscrits par Mario Rondón avec l'équipe du Venezuela :